# Dharmendra
Dharamendra Singh Deol (hindi: धर्मेन्द्र सिंह देओल), (panyabí: ਧਰਮਿੰਦਰ ਸਿੰਘ ਦਿਉਲ), nacido el 8 de diciembre de 1935 en Panyab, más conocido como Dharmendra, es una premiada estrella de cine de Bollywood y político indio que ha actuado en más de 300 películas en hindi. En 1997 recibió el Filmfare Lifetime Achievement Award por su contribución al cine en hindi. Es también padre de los actores Sunny Deol, Bobby Deol y Esha Deol.